# چلتن‌هم (پنسیلوانیا)
چلتن‌هم (به انگلیسی: Cheltenham) یک منطقهٔ مسکونی در ایالات متحده آمریکا است که در پنسیلوانیا واقع شده‌است. چلتن‌هم ۴٬۸۱۰ نفر جمعیت دارد.